# Sekretarz Kolegium do Spraw Służb Specjalnych
Sekretarz Kolegium wchodzi w skład Kolegium do Spraw Służb Specjalnych i zostaje wybrany spośród osób spełniających wymagania określone w zapisach ustawy o ochronie informacji niejawnych, mający prawo dostępu do informacji niejawnych oznaczonych klauzulą „ściśle tajne”. Sekretarza Kolegium powołuje i odwołuje Prezes Rady Ministrów.
Do zadań sekretarza kolegium należy organizacja pracy Kolegium i w tym zakresie może występować do organów administracji rządowej o przedstawienie informacji niezbędnych w sprawach rozpatrywanych przez Kolegium.
Od 2024 roku funkcję sekretarza pełni Radosław Kujawa.